# Spårväg 13 Knekten–Västra Böle

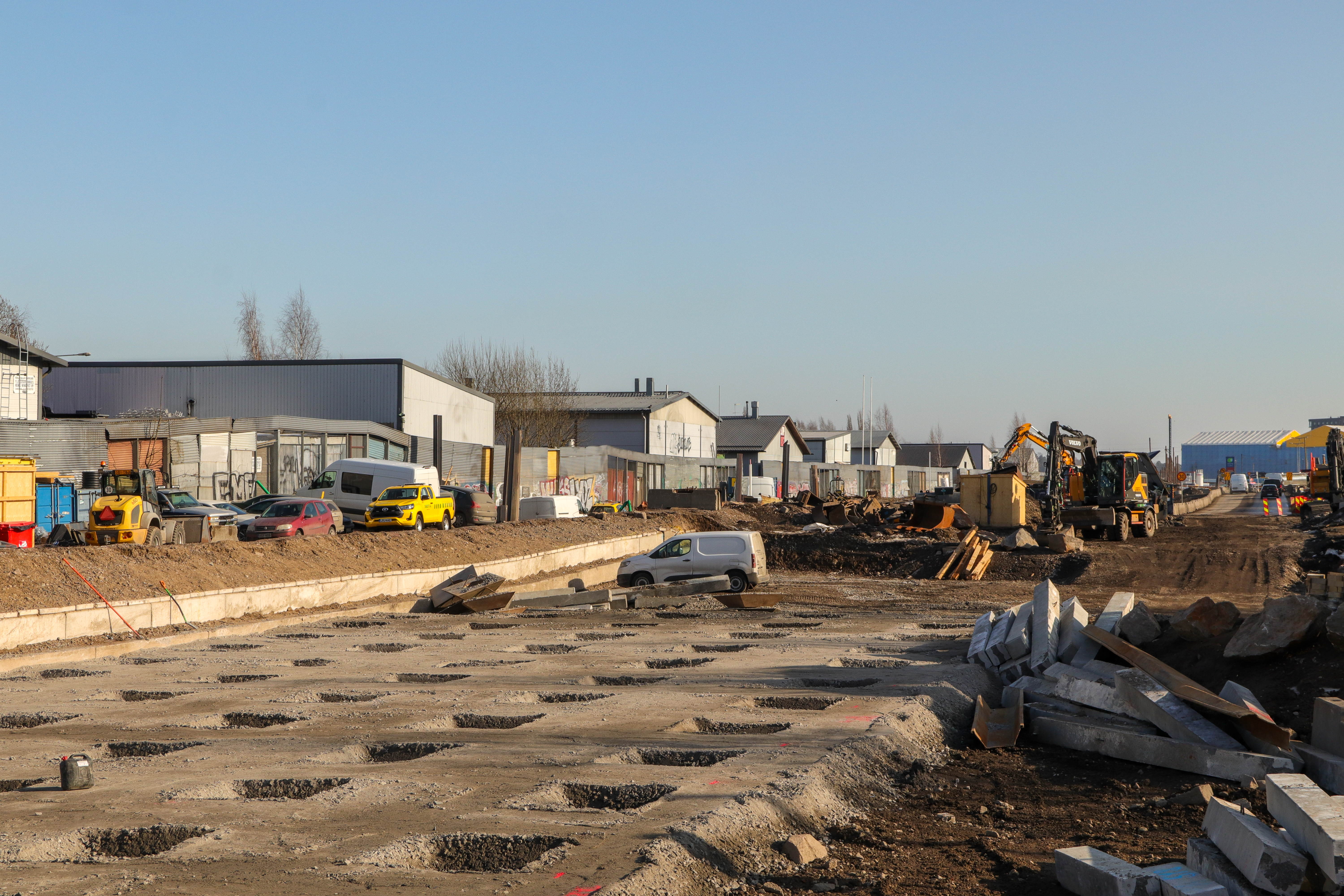
Anläggning vid Hermanstads strandväg, mars 2022

Spårvägslinje 13 Knekten – Västra Böle är en spårvägslinje i östra Helsingfors i Finland, som håller på att anläggas 2023.
Linje 13 ska sträcka sig från ön Knekten i söder i en båge norrut till Västra Böle via Sumparn, Fiskehamnen, Hermanstad och Vallgård. Den går på nyanlagda spår till Backasgatan i Vallgård, varefter den går på befintliga spår till ändhållplatsen på Mästertorget i Västra Böle. Banan följer delvis den 2009 nedlagda Sörnäs hamnbana.
Den ska i söder ha anknytning med den nya Spårväg Kronbroarna, som också håller på att anläggas 2023[uppföljning saknas], och i den norra delen på Böle järnvägsstation med närtrafiktåg samt andra spårvägslinjer. I Fiskehamnen finns anknytning till Helsingfors tunnelbana. Medelhastigheten på hela sträckan beräknas till 20 kilometer/timme.
Anläggningsarbetet påbörjades 2021 och linjen förväntas öppnas för allmän trafik underhösten 2024.[uppföljning saknas]
| Linje | Sträcka                                                               |
| ----- | --------------------------------------------------------------------- |
| 13    | Knekten – Sumparn – Fiskehamnen – Hermanstad – Vallgård – Västra Böle |

## Hållplatser
- Knekten
- Sumparn
- Polisgatan, Fiskehamnen
- Fiskehamnens metrostation
- Nätholmen
- Hermanstads strandväg
- Byholmen
- Tavasttullen
- Backasbrinkens simhall, Vallgård
- Östra Böle
- Böle järnvägsstation
- Esters port, Västra Böle
- Mästartorget, Västra Böle